# 奇姆尼羅克鎮區 (北卡羅萊納州拉瑟福縣)
奇姆尼羅克鎮區（英語：Chimney Rock Township）是位於美國北卡羅萊納州拉瑟福縣的一個鎮區。

## 地方資料
奇姆尼羅克鎮區的面積為167.05平方千米，皆為陸地。根據2020年美國人口普查的數據，當地共有人口3070人，而人口密度為每平方千米18.38人。